# Terminal Frost
Pistes de A Momentary Lapse of Reason
A New Machine Part 1 A New Machine Part 2
Terminal Frost est une composition instrumentale du groupe de rock progressif britannique Pink Floyd. C'est le huitième titre de l'album A Momentary Lapse of Reason, paru en 1987. Elle se présente entre les deux parties de A New Machine. Elle a été souvent jouée lors de la tournée A Momentary Lapse of Reason.

## Personnel
- David Gilmour - guitare
- Nick Mason - drum-machine, toms, effets sonores

## Personnel additionnel
- Richard Wright - orgue Hammond, piano, Kurzweil
- Bob Ezrin - claviers, percussions
- Jon Carin - claviers, synthétiseur
- Tony Levin - basse
- Tom Scott - saxophone
- John Helliwell - saxophone
- Darlene Koldenhaven, Carmen Twillie, Phyllis St. James, Donnie Gerard - chœurs

## Liens
- Site officiel de Pink Floyd
- Site officiel de David Gilmour